# Ambesager Yosief
Ambesager Sium Yosief (* 29. Juni 1984 in Asmara) ist ein eritreischer Fußballspieler.

## Biografie
Yosief gehörte 2009 zum Aufgebot der eritreischen Fußballnationalmannschaft beim CECAFA-Cup 2009 in Kenia. Die erst kurz zuvor zusammengestellte Mannschaft erreichte dabei überraschend das Viertelfinale, unterlag dort aber Tansania mit 0:4. Vor dem anstehenden Rückflug setzten sich zwölf Nationalspieler, darunter auch Yosief, in einer vorab geplanten Aktion vom Nationalteam ab. Elf der zwölf geflüchteten Spieler blieben zusammen und beantragten beim Hohen Flüchtlingskommissariat der Vereinten Nationen in Nairobi Asyl. Dies wurde den Sportlern gewährt und nach acht Monaten in einem speziellen Sicherheitsbereich im Flüchtlingslager Kakuma erfolgte für Yosief, Nevi Ghebremeskez, Alemayo Kebede, Samuel Tesfagabr, Yonatan Goitum, Mehari Shinash, Ermias Tekle, Ermias Haile, Jemal Abdu, Testfaldet Goitom und Bruk Asres die Ausreise ins australische Adelaide.
Alle elf Fußballer wurde von der australischen Regierung als Flüchtlinge anerkannt und erhielten ein dauerhaftes Bleiberecht. Zur besseren Integration wurden die Spieler bei vier Klubs der Region in der semi-professionellen FFSA Super League untergebracht. Yosief, der eine Anstellung als Fabrikarbeiter fand, wurde den Western Strikers zugeteilt und kam für den Klub in der Saison 2011 in 18 Ligapartien (ein Tor) zum Einsatz und wirkte auch beim Gewinn des FFSA Coca-Cola Federation Cup 2011 mit. Seine Leistungen, die ihm bei der Abstimmungen zum Liga-Spieler des Jahres auf den dritten Rang brachten, sorgten auch für Interesse aus dem Profibereich und im September 2011 wechselte er ebenso wie sein Mitspieler Tesfagabr zum A-League-Klub Gold Coast United. Als anerkannte Flüchtlinge zählten beide nicht zum bereits ausgeschöpften Ausländerkontingent und unterzeichnete jeweils einen Ein-Jahres-Vertrag. Der Innenverteidiger debütierte in der höchsten australischen Spielklasse am 30. Oktober 2011 als Einwechselspieler gegen die Newcastle United Jets (Endstand 3:1), in den folgenden Monaten kam er zu zwei weiteren Teileinsätzen, wurde dabei aber insbesondere nach der Partie gegen den Sydney FC (Endstand 2:3) von Trainer Miron Bleiberg kritisiert, als er in der letzten Spielminute, auf der für ihn ungewohnten Linksverteidigerposition agierend, den spielentscheidenden Strafstoß verschuldete. Nachdem dem Eigentümer von Gold Coast United Anfang 2012 die Lizenz entzogen worden war und die Mannschaft die Saison unter Führung des australischen Verbandes beendet hatte, wurde die Mannschaft am Saisonende aufgelöst.